# Cantonul Sommières
Cantonul Sommières este un canton din arondismentul Nîmes, departamentul Gard, regiunea Languedoc-Roussillon, Franța.

## Comune
- Aigues-Vives
- Aspères
- Aubais
- Aujargues
- Boissières
- Calvisson
- Congénies
- Fontanès
- Junas
- Langlade
- Lecques
- Nages-et-Solorgues
- Saint-Clément
- Saint-Dionizy
- Salinelles
- Sommières (reședință)
- Souvignargues
- Villevieille